# Ladvattentjärnen
Ladvattentjärnen är en sjö i Kramfors kommun i Ångermanland och ingår i Ångermanälvens huvudavrinningsområde. Sjön har en area på 0,115 kvadratkilometer och ligger 205,5 meter över havet. Sjön avvattnas av vattendraget Bruksån (Ladvattenån).

## Delavrinningsområde
Ladvattentjärnen ingår i det delavrinningsområde (699377-157870) som SMHI kallar för Utloppet av Ladvattentjärnen. Medelhöjden är 272 meter över havet och ytan är 1,52 kvadratkilometer. Räknas de 4 avrinningsområdena uppströms in blir den ackumulerade arean 51,62 kvadratkilometer. Bruksån (Ladvattenån) som avvattnar avrinningsområdet har biflödesordning 2, vilket innebär att vattnet flödar genom totalt 2 vattendrag innan det når havet efter 55 kilometer. Avrinningsområdet består mestadels av skog (84 procent). Avrinningsområdet har 0,11 kvadratkilometer vattenytor vilket ger det en sjöprocent på 7,4 procent.